# Royal Marines Division

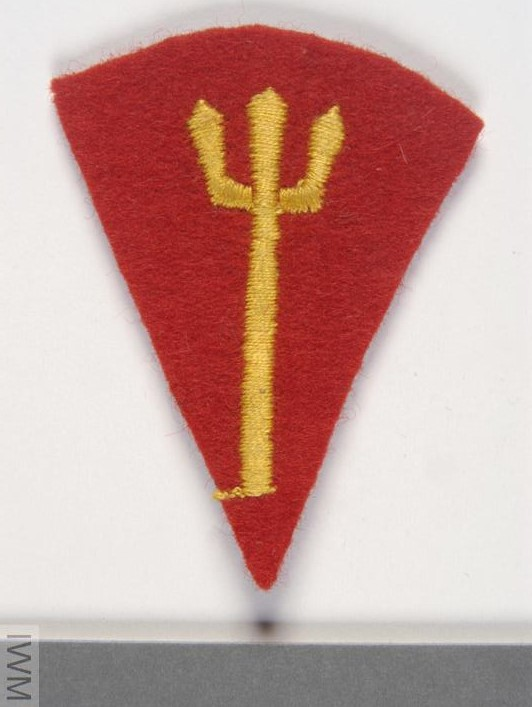
Insigne de la Royale Marines Division

La Royal Marines Division est une unité formée en août 1940 alors que le rôle des Royal Marines (RM) britanniques s'accroît afin de répondre aux besoins de la Seconde Guerre mondiale. La mission dévolue à la Royal Marines Division est celui d'une formation militaire amphibie. Comme les autres division de l'armée britannique, elle s'articule autour de trois unités d'infanterie, d'une unité d'artillerie, et de bataillons de génie militaire, de mitrailleuses et de motocyclistes. En 1943, la division est démantelée et une bonne partie de ses hommes rejoint les commandos britanniques.